# 14 Diamonds
Albums de Stratovarius
Infinite
(2000) Intermission
(2001)
14 Diamonds est une compilation du groupe finlandais Stratovarius publiée uniquement au Japon en 2000.

## Liste des titres
| No  | Titre                            | Durée |
| --- | -------------------------------- | ----- |
| 1.  | Hands of Time (Twilight Time)    | 5:36  |
| 2.  | Distant Skies (Fourth Dimension) | 4:10  |
| 3.  | Tomorrow (Episode)               | 4:53  |
| 4.  | Coming Home (Visions)            | 5:35  |
| 5.  | Destiny (Destiny)                | 10:14 |
| 6.  | Future Shock (Fright Night)      | 4:34  |
| 7.  | Black Diamond (Visions)          | 5:44  |
| 8.  | Why Are We Here (Infinite)       | 4:43  |
| 9.  | We Are the Future (Dreamspace)   | 5:18  |
| 10. | Forever (Episode)                | 3:07  |
| 11. | Hunting High and Low (Infinite)  | 3:46  |
| 12. | The Kiss of Judas (Visions)      | 5:57  |
| 13. | Rebel (Destiny)                  | 4:16  |
| 14. | Mother Gaia (Infinite)           | 8:19  |